# Dixinn 1 (district)
Dixinn 1 est l'un des districts de la sous-préfecture de Koba, situé dans la préfecture de Boffa en république de Guinée.

## Géographie

### Démographie
- En 2014, le district comptait 6 413 habitants selon les RGPH 2014[1].